# Hattmatt
Hattmatt ist eine französische Gemeinde im Département Bas-Rhin in der Region Grand Est (bis 2015 Elsass). Sie ist dem Kanton Saverne und dem Arrondissement Saverne zugeteilt.

## Geografie
Das Dorf mit 652 Einwohnern (Stand 1. Januar 2021) liegt an der Südlichen Zinsel, 35 Kilometer nordwestlich von Straßburg. An der südlichen Gemeindegrenze verläuft die Autoroute A 4, die von Metz nach Straßburg führt.

## Name
Der Ortsname bedeutet vermutlich „Matte des Herrn Hatto“, wobei Matte der alemannische Begriff für Wiese oder Weideland und Hatto ein alter deutscher Vorname ist.

## Geschichte

### Mittelalter
Das Dorf Hattmatt lag im Amt Buchsweiler, das am Anfang des 14. Jahrhunderts als Amt der Herrschaft Lichtenberg entstand. Im Dorf befand sich eine Mühle. Um 1330 kam es zu einer ersten Landesteilung zwischen Johann II. von Lichtenberg, aus der älteren Linie des Hauses, und Ludwig III. von Lichtenberg. Dabei fiel die Hälfte von Hattmatt in den Teil des Besitzes, der künftig von der älteren Linie verwaltet wurde. 1354 erhielt die außereheliche Tochter von Johann II. (Hannemann) von Lichtenberg (* 1317; † 1366), Agnes, bei ihrer Heirat mit dem Ritter Götz von Grostein unter anderem die Hälfte von Hattmatt als Teil ihrer Aussteuer.
Anna von Lichtenberg (* 1442; † 1474), Tochter von Ludwig V. von Lichtenberg (* 1417; † 1474), und eine von zwei Erbtöchtern mit Ansprüchen auf die Herrschaft, heiratete 1458 den Grafen Philipp I. den Älteren von Hanau-Babenhausen (* 1417; † 1480). Der hatte eine kleine Sekundogenitur aus dem Bestand der Grafschaft Hanau erhalten, um sie heiraten zu können. Durch die Heirat entstand die Grafschaft Hanau-Lichtenberg. Nach dem Tod des letzten Lichtenbergers, Jakob von Lichtenberg, eines Onkels von Anna, erhielt Philipp I. d. Ä. 1480 die Hälfte der Herrschaft Lichtenberg. Die andere Hälfte gelangte an seinen Schwager, Simon IV. Wecker von Zweibrücken-Bitsch. Das Amt Buchsweiler – und damit auch Hattmatt – gehörten zu dem Teil von Hanau-Lichtenberg, den die Nachkommen von Anna erbten.

### Neuzeit
Graf Philipp IV. von Hanau-Lichtenberg (1514–1590) führte nach seinem Regierungsantritt 1538 die Reformation in seiner Grafschaft konsequent durch, die nun lutherisch wurde.
Mit der Reunionspolitik Frankreichs unter König Ludwig XIV. kam das Amt Buchsweiler unter französische Oberhoheit. Nach dem Tod des letzten Hanauer Grafen, Johann Reinhard III. 1736, fiel das Hanau-Lichtenberg – und damit auch das Amt Buchsweiler – an den Sohn seiner einzigen Tochter, Charlotte, Landgraf Ludwig (IX.) von Hessen-Darmstadt. Mit dem durch die Französische Revolution begonnenen Umbruch wurde Hattmatt französisch.

### Bevölkerungsentwicklung
| Jahr      | 1798 | 1962 | 1968 | 1975 | 1982 | 1990 | 1999 | 2006 | 2009 | 2017 |
| --------- | ---- | ---- | ---- | ---- | ---- | ---- | ---- | ---- | ---- | ---- |
| Einwohner | 426  | 577  | 615  | 622  | 621  | 591  | 681  | 632  | 661  | 691  |

## Wirtschaft
- FAMMAB Eberhard France S.A. produziert hochwertige Bohr- und Fräswerkzeuge.
- Manufacture d’orgues alsacienne (MOA) wurde 1975 gegründet und ist seither im Orgelbau tätig.

## Sehenswürdigkeiten
- Lutherische Kirche von 1787.[6]